# Mathilde Fibigers Have
Mathilde Fibigers Have er en have, der ligger i Latinerkvarteret i Aarhus. Haven ligger mellem Domkirkepladsen og Rosensgade.
Fra bygningen af byens tredje rådhus i 1857 og frem til 1986 blev den smalle passage vest for rådhuset benævnt Rådhusstræde. I 1986 blev strædet mellem det nyetablerede Kvindemuseum og Nationalbanken omdøbt til Mathilde Fibigers Stræde efter initiativ fra Dansk Kvindesamfund og Aarhus Byråd. Området blev omlagt i 1994-1995 med etablering af haveanlæg og efterfølgende omdøbt til Mathilde Fibigers Have. Mathilde Fibiger, der var født i København, blev mest kendt for sin brevroman Clara Raphael. 12 breve (1851). Bogen vakte en del
opsigt, da den beskæftigede sig med kvindernes frigørelse. Hun opgav imidlertid forfatterskabet og levede af at være privatlærerinde og af malerarbejde på Den kongelige Porcelænsfabrik. I 1863 blev hun den første kvindelige telegrafistelev ved Den danske Statstelegraf. Efter endt uddannelse blev hun som tjenestemand forflyttet til Aarhus i 1870. Mathilde Fibiger blev et af de første medlemmer af Dansk Kvindesamfund, da foreningen blev stiftet i 1871. Hun døde i 1872 og blev begravet på Søndre Kirkegård (nuværende Rådhusparken), hvor hendes gravsten fandtes inden den blev flyttet til Mathilde Fibigers Have.